# Euploca pedicellaris
Euploca pedicellaris är en strävbladig växtart som först beskrevs av Ignatz Urban och Ekman, och fick sitt nu gällande namn av Feuillet. Euploca pedicellaris ingår i släktet Euploca och familjen strävbladiga växter. Inga underarter finns listade i Catalogue of Life.